# Björksäckspinnare
Björksäckspinnare (Proutia rotunda) är en fjärilsart som beskrevs av Suomalainen 1990. Björksäckspinnare ingår i släktet Proutia och familjen säckspinnare. Arten är reproducerande i Sverige. Inga underarter finns listade i Catalogue of Life.